# Macropisthodon
Genre
Macropisthodon est un genre de serpents de la famille des Natricidae. 

## Répartition
Les espèces de ce genre se rencontrent dans le sud-est de l'Asie.

## Liste d'espèces
Selon The Reptile Database (6 septembre 2013) :
- Macropisthodon flaviceps (Duméril, Bibron & Duméril, 1854)
- Macropisthodon plumbicolor (Cantor, 1839)
- Macropisthodon rhodomelas (Boie, 1827)
- Macropisthodon rudis Boulenger, 1906

## Publication originale
- Boulenger, 1893 : Catalogue of the Snakes in the British Museum (Natural History), vol. 1, p. 1-448 (texte intégral).